# Guerras Ninja (película)
Iga ninpōchō (伊賀忍法帖 Guerras Ninja?) es una película japonesa de 1982 ambientada en el período Sengoku de la historia de Japón. Fue galardonada en 1984 por la academia japonesa por:
- Mejor dirección de arte.
- Mejor cinematografía.
- Mejor iluminación.

## Reparto
- Actor y personaje:
  - Sonny Chiba  ... Shinzaemon Yagyu
  - Hiroyuki Sanada  ... Jotaro Fuefuki
  - Noriko Watanabe  ... Kagaribi, Ukyodayu
  - Akira Nakao  ... Donjo Matsunaga
  - Jun Miho  ... Isaribi
  - Mikio Narita  ... Kashin Koji
  - Yuki Kazamatsuri  ... Chidori
  - Kongo Kobayashi  ... Evil Monk
  - Gajiro Sato  ... Monje malvado